# DRAGON TWIST
DRAGON TWIST（ドラゴン・ツイスト）はBLACK CATSのアルバム。

## 内容
再結成期にリリースしたNOBODYプロデュースのオリジナルアルバム。DISC1のトラック12の「Hyper Dragon Mission System」は唯一トークで、タイトル曲の「DRAGON TWIST」はDISC2に収録されており、ディスコかつロカビリーに仕上がっている。

## 収録曲

### DISC1
1. 孤独のハイウェイ
作詞:船橋孝樹 作曲・編曲:NOBODY
2. SCAT CAT
作詞:高田誠一 作曲・編曲:NOBODY
3. Red Shoes
作詞・作曲・編曲:NOBODY
4. Rock'a Billy Daddy
作詞:覚田修 作曲・編曲:魚海洋司
5. 永遠のレジスタンス
作詞:舟橋孝樹 作曲:小西竜太郎 編曲:NOBODY
6. DRIFTIN'
作詞:舟橋孝樹・NOBODY 作曲・編曲:NOBODY
7. Shooting star(feat. MASAMI(CANDY))
作詞:MASAMI・Jhon J. Lewis 作曲:小西竜太郎 編曲:NOBODY
8. ベイカーフィールド406
作詞:高田誠一 作曲:小西竜太郎 編曲:NOBODY
9. PERFECT
作詞:船橋孝樹 作曲:小西竜太郎 編曲:NOBODY
10. GOOD TIME'S ROLL
作詞:榎木一郎 作曲・編曲:魚海洋司
11. 追憶
作詞:高田誠一 作曲:炭谷貴士 編曲:NOBODY
12. Hyper Dragon Mission System

### DISC2
1. DRAGON TWIST
作詞:Jhon J. Lewis・NOBODY 作曲・編曲:NOBODY